# Dima Khatib

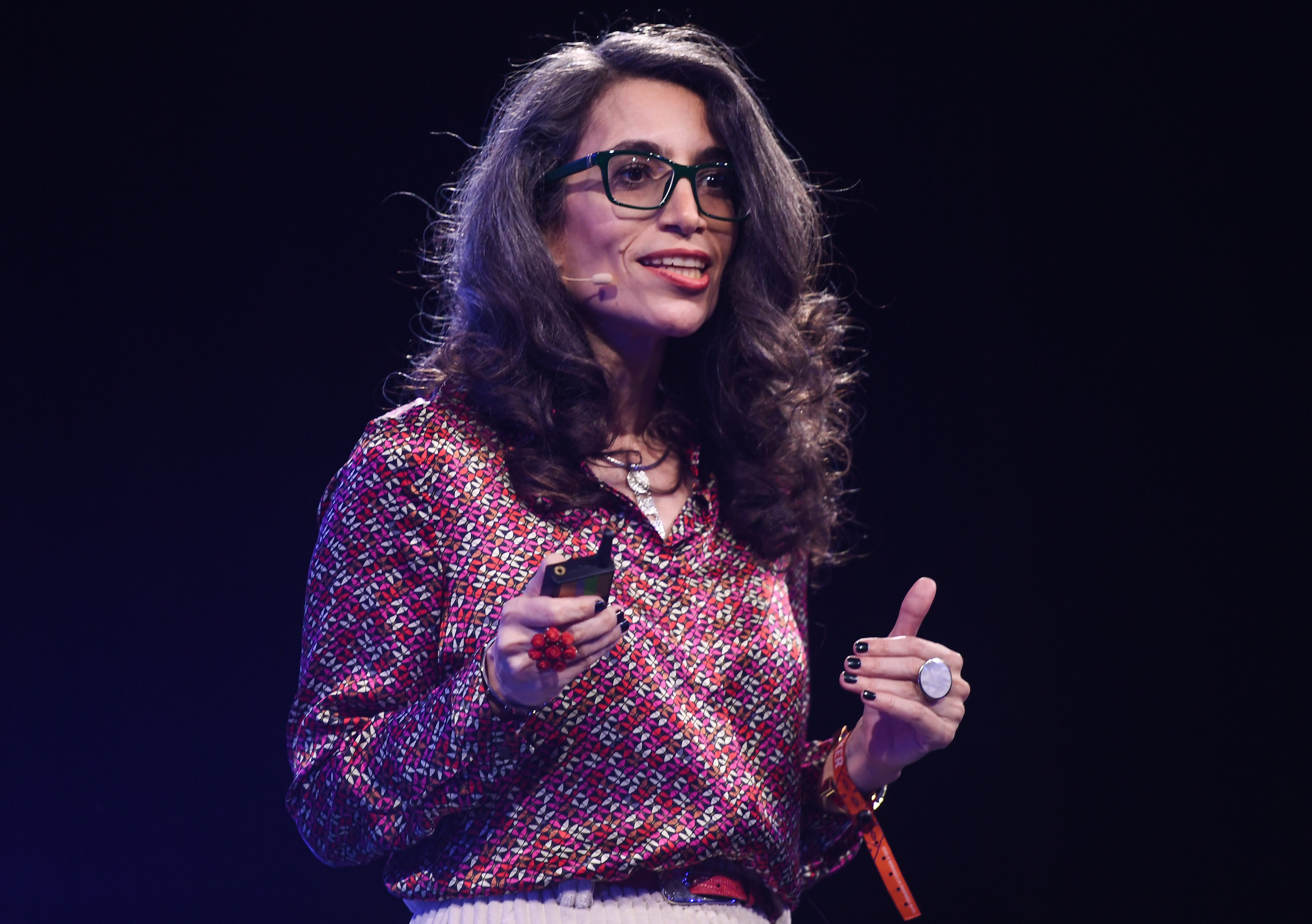
Dima Al-Khatib (2019)

Dima Khatib (arabisch ديمة الخطيب, DMG Dīma al-Ḫaṭīb; * 14. Juli 1971 in Damaskus, Syrien) ist eine palästinensische Journalistin, Bloggerin, Schriftstellerin und Übersetzerin. Sie ist eine der wenigen weiblichen Führungskräfte im arabischen Medienbereich und Executive Director von Al Jazeera Plus, dem preisgekrönten digitalen Nachrichtendienst in englischer, arabischer und spanischer Sprache. Al Jazeera ist eine Initiative von Media Network San Francisco in den USA.

## Leben
Dima Khatib ist eine in Damaskus geborene Tochter einer syrischen Mutter und eines palästinensischen Vaters, der 1948 aufgrund der israelischen Besetzung seines Landes aus Palästina nach Syrien zu seiner Familie geflohen war. Sie kam 1997 als Praktikantin in der Presse zu Al Jazeera, wurde später Direktorin, Reporterin in China und dann Managerin des Al-Jazeera-Büros in Lateinamerika.

## Karriere
Dima Khatib erlangte während des Irakkrieges Aufmerksamkeit, als sie als Live-Nachrichtendirektorin für Al Jazeera Arabia in Doha arbeitete. Sie interviewte Larry King und Wolf Blitzer von CNN. Ihr Dokumentarfilm Control Room über Al Jazeera und die Invasion des Iraks 2003 wurde im Jahr 2004 gezeigt.
Khatib gehörte zu den einflussreichsten Arabern in den sozialen Medien. Sie erregte Aufmerksamkeit, indem sie die Ereignisse während der arabischen Revolutionen verfolgte und über ihren Twitter-Account kommunizierte. Der Beginn ihrer Teilnahme an Twitter bestand darin, wichtige Nachrichten von Politikern in Lateinamerika zu verfolgen. Danach wurde Twitter für sie zu einem Kommunikationsinstrument mit Menschen. Auf diese Weise entdeckte Khatib die Blog-Welt und erstellte ihren Blog und schrieb außerhalb ihres Jobs als Fernsehreporterin. Während ihrer Arbeit in Lateinamerika hatte sie eine besondere und enge Beziehung zum venezolanischen Präsidenten Hugo Chavez und interviewte eine Reihe von Führungskräften, wie den bolivianischen Präsidenten Evo Morales und die brasilianische Präsidentin Lula Da Silva. Dima Khatib war die Quelle für aktuelle Nachrichten aus dem israelisch-libanesischen Konflikt.
Khatib unterrichtete zwischen 2013 und 2015 Journalismus an der American University in Dubai und hielt Reden auf der ganzen Welt. Sie organisiert auch Gedichtabende in Städten in ganz Europa, Nord- und Südamerika sowie am Persischen Golf.
Vor ihrer Tätigkeit bei Al Jazeera arbeitete Khatib für das Schweizer Radio International in Bern und die Weltgesundheitsorganisation in Genf, die Zeitung Al-Raya und auf Französisch für Qatar Radio in Doha. 
Im August 2015 wurde Dima Khatib von Al Jazeera Network zur Managerin der digitalen Plattform Al-Jazeera Plus ernannt.